# Râul Dudh Kosi
Râul Dudh Kosi (दुध कोसी) este un extins râu tributar râului Gange. Izvorăște în Himalaya nepaleză, la poalele Cho Oyu, Lhotse și Everest, în Parcul Național Sagarmatha. La partea de început are numele de "Bhote Kosi" sau "Râul de Lapte" pentru culoarea albă a prundului. Dudh Kosi izvorăște în partea orientală a văii, unde se împreunează cu râul Imja Khola. Atât Dudh Kosi cât și Bhote se reunesc lânga așezarea Namche Bazar, unde vor purta doar numele Dudh Kosi. Primește apele râurilor Sun Kosi, Arun și Tāmur, coborând apoi ca să se verse în Gange, în apropiere de orașul indian Bhagalpur.

Râul Dudh Kosi
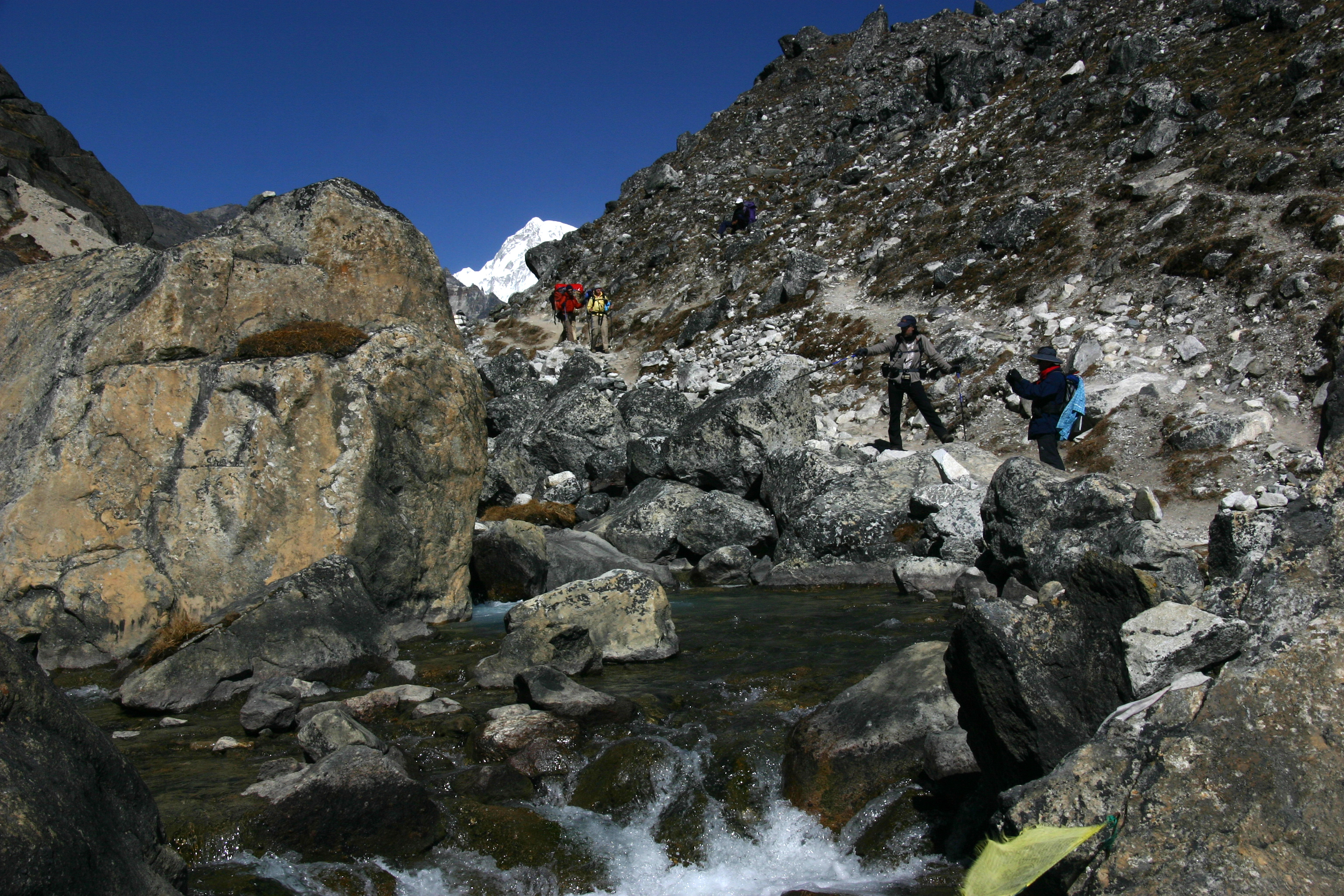
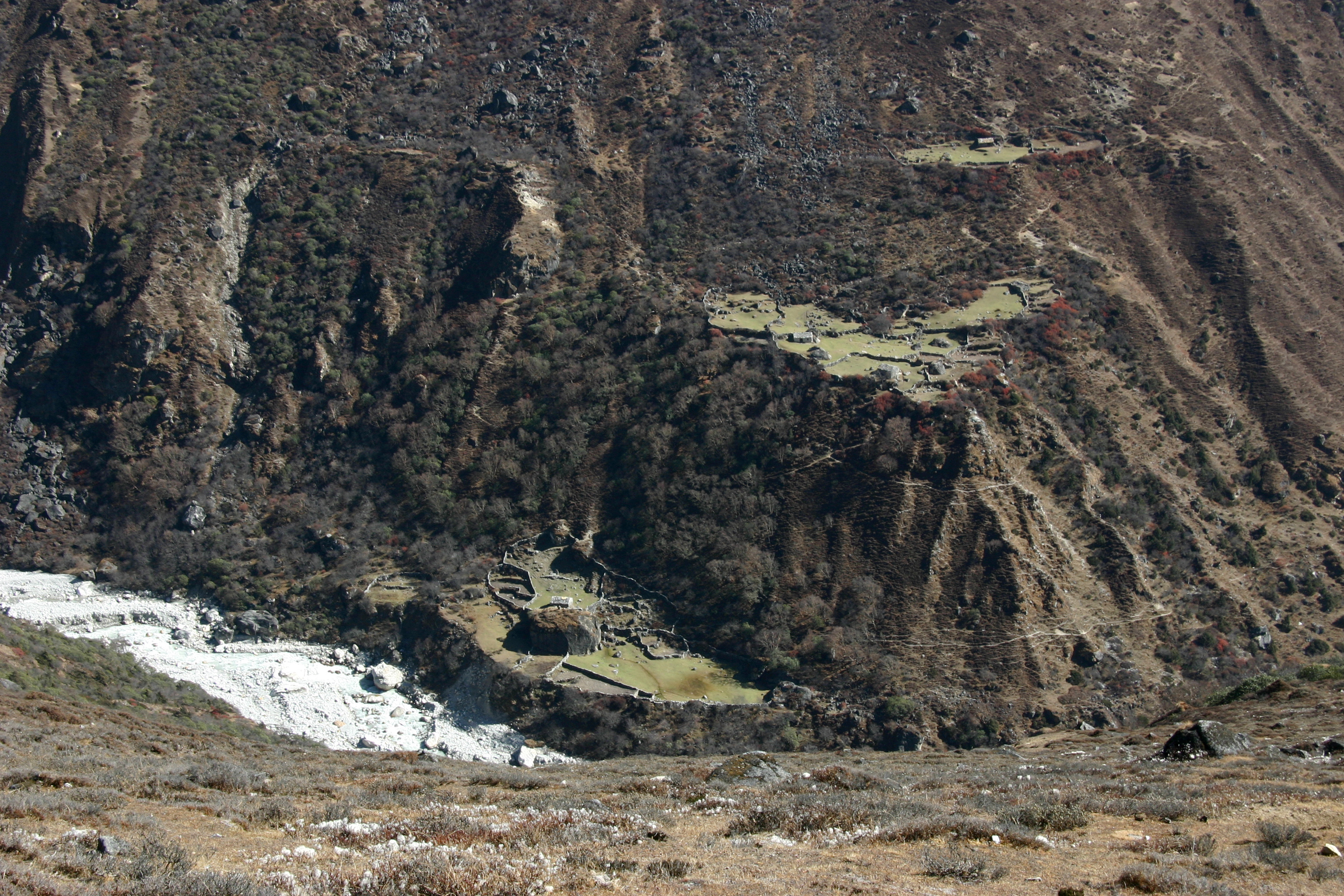
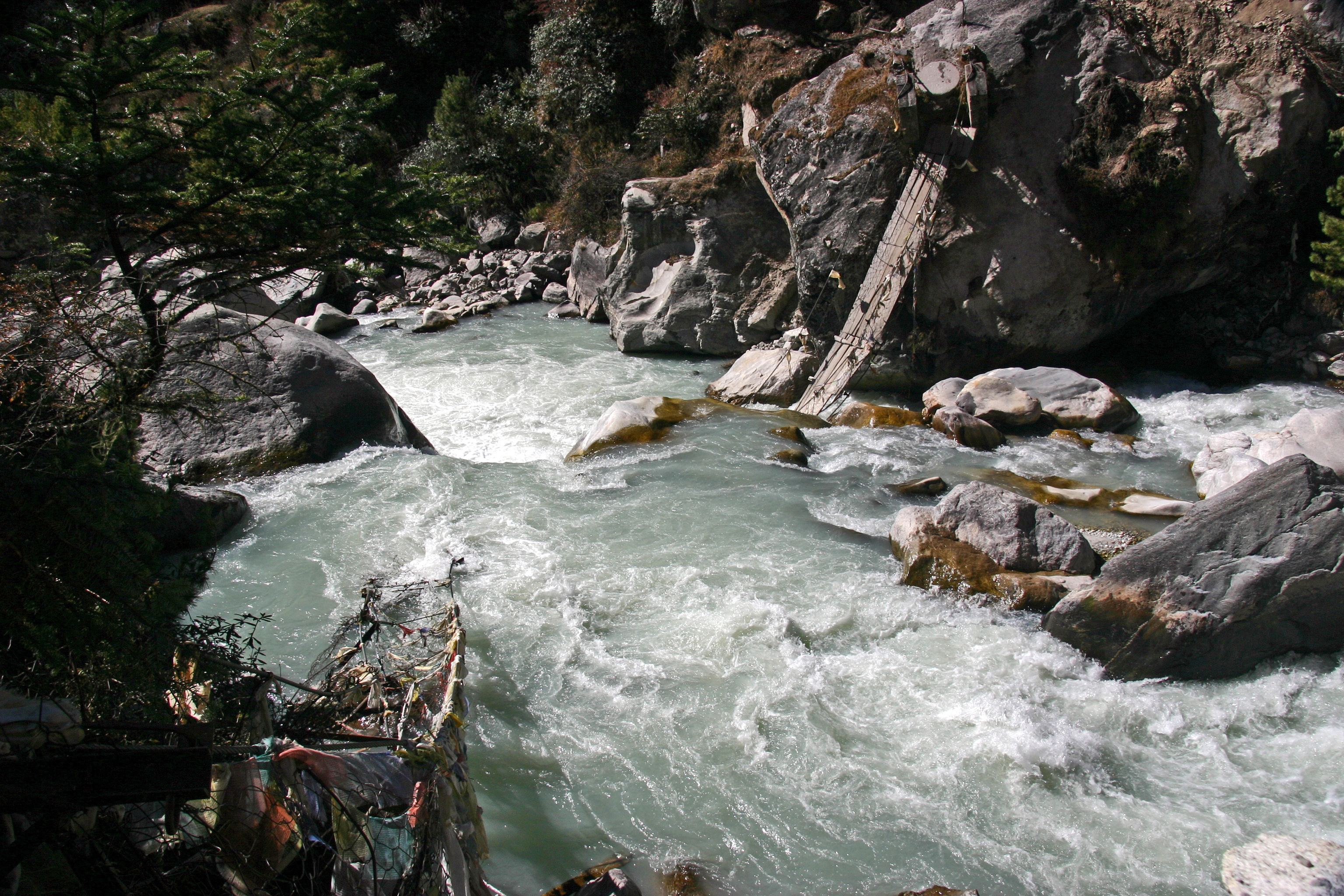
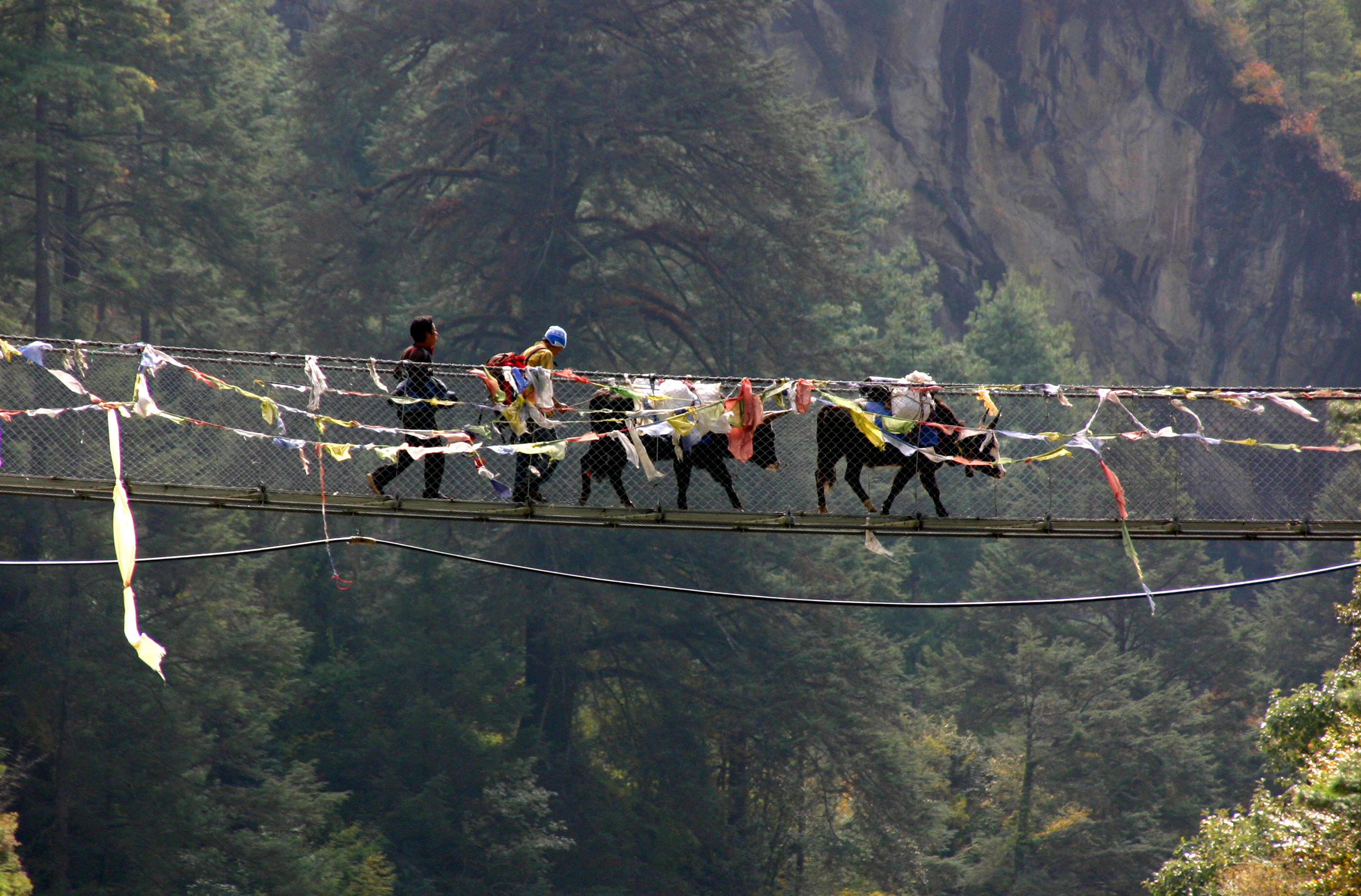
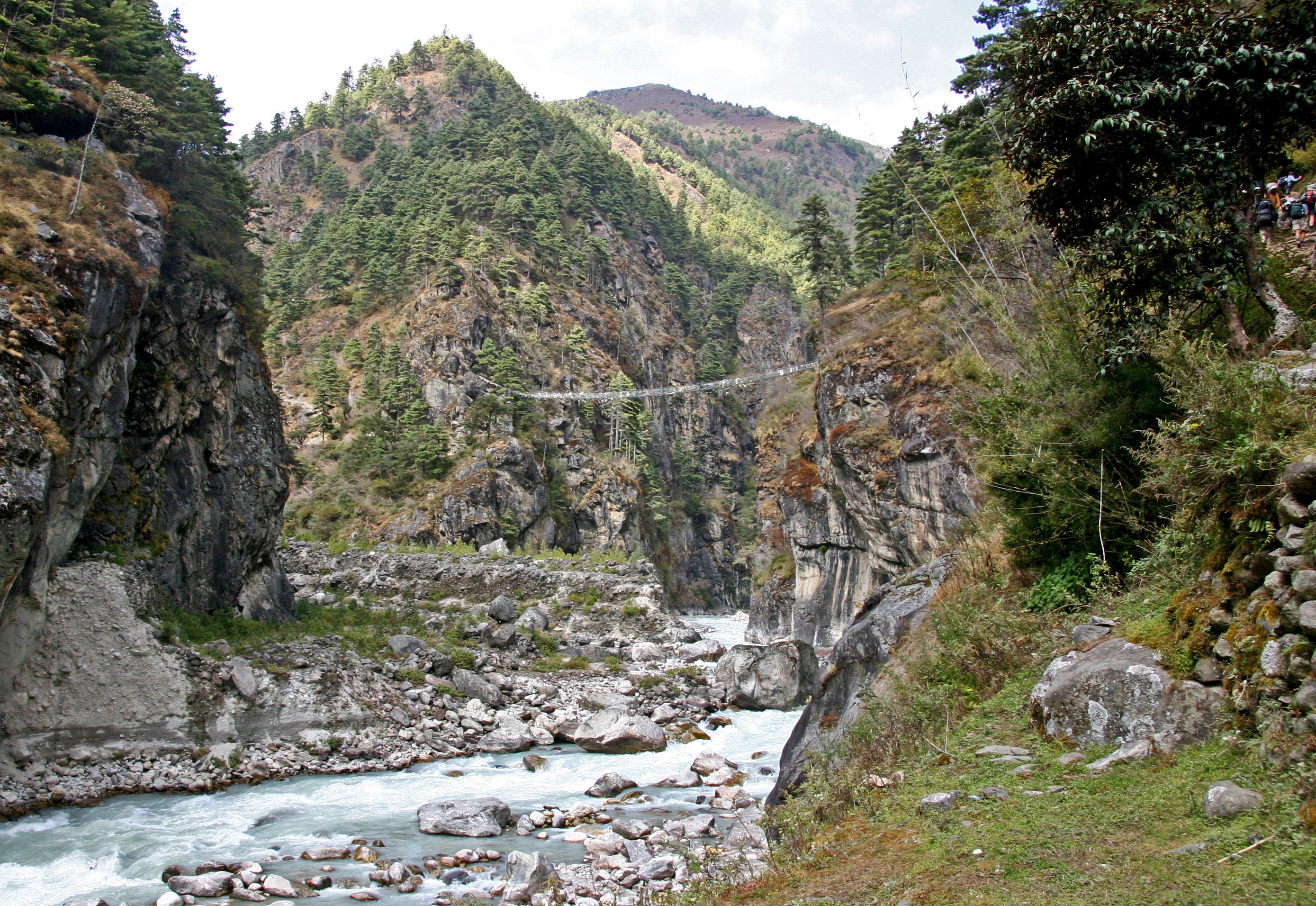
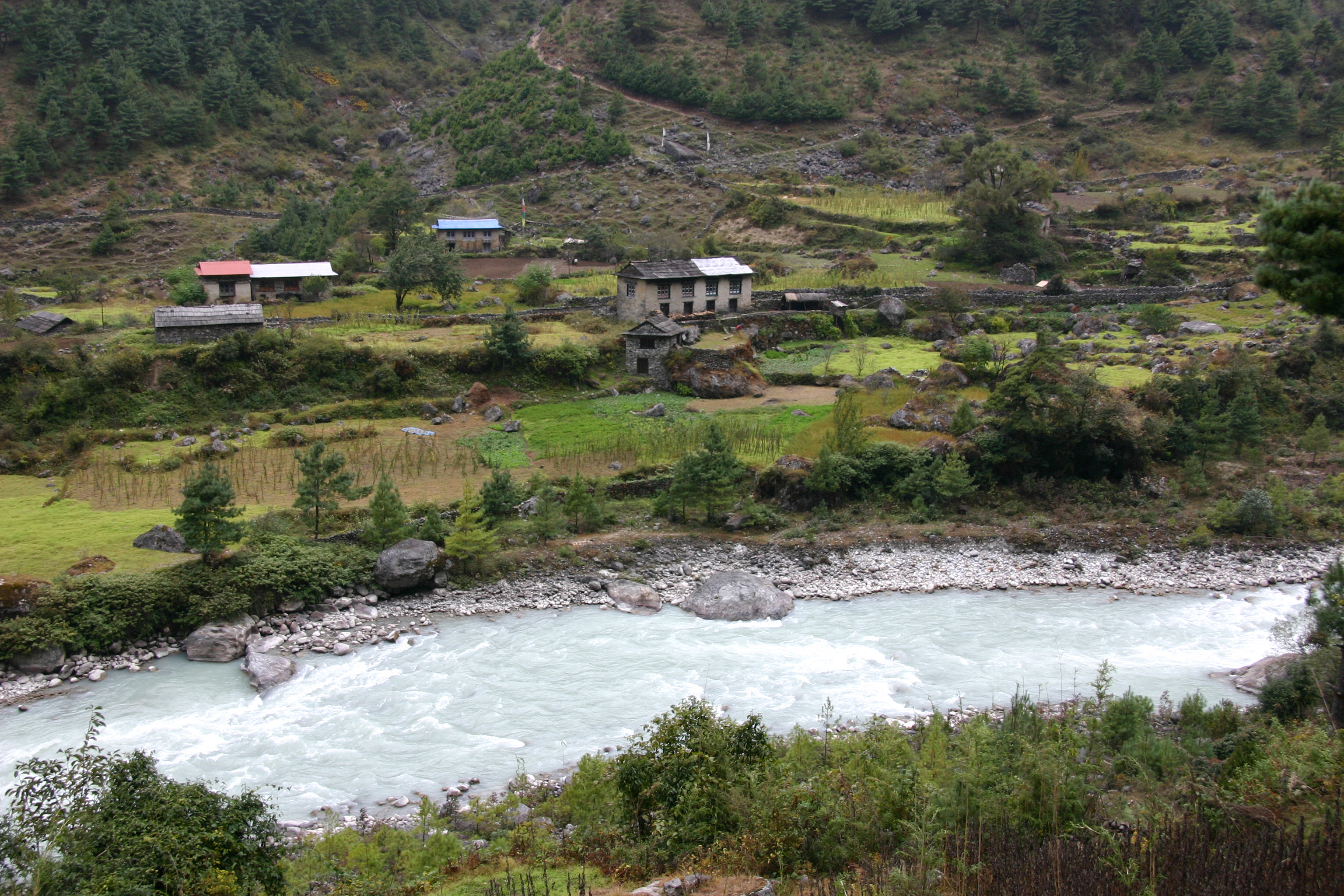